# Cebrione
Cebrione (in greco antico: Κεβριόνης) è un personaggio della mitologia greca. Era uno dei figli di Priamo.

## Mitologia
Quando Paride, suo fratello prese con sé Elena moglie di Menelao, scoppiò una guerra fra la Grecia e i troiani, Cebrione difese il fratello e il regno dai nemici nella guerra. Dopo che Teucro con il suo arco uccise Archeptolemo, il secondo auriga, Ettore chiese al fratello di prendere le redini del carro in mano, divenendo pertanto il suo terzo auriga. In seguito diede consigli a suo fratello su come agire durante la guerra, avvertendo il quest'ultimo che Aiace era sceso in campo e faceva strage di alleati. Divenne uno dei fedelissimi del gruppo di Ettore e un altro cocchiere lo aiutò nel compito.

### La morte
Cebrione morì per mano di Patroclo, il quale nel tentativo di uccidere Ettore teneva nella mano sinistra la lancia e nell'altra afferrò una pietra aguzza e ruvida che poteva tenere e coprirla con il suo palmi. Cercò di scagliarla verso Ettore ma colpì Cebrione, che faceva da auriga a Ettore, in piena fronte. Il proiettile gli spezzò entrambe le sopracciglia, l'osso non resse all'urto e gli occhi uscirono dalle orbite, così la morte arrivò quasi istantanea.